# 小野忠熈
小野 忠熈（おの ただひろ、1920年1月1日 - 2019年4月6日）は、日本の考古地理学者。理学博士。山口大学名誉教授。小野 今（おの こん）の雅号で洋画家としても活動していた。

## 略歴
- 香川県坂出市の出身。
- 1945年立命館大学法文学部卒。
- 1945-1949年　広島県世羅中学、世羅高校教諭
- 1962年、「本州西端地方における海岸砂丘の形成期の研究」で九州大学にて理学博士取得。
- 山口大学教育学部講師、助教授、教授を経て、同大学名誉教授。広島大学元教授。
- 1966年、日本城郭協会設立に参加、評議員。
- 2019年4月6日、老衰のため死去。99歳没。

## 著作
- 『高地性集落論 その研究の歩み』学生社 1984
- 『山口県の考古学』吉川弘文館 1985
- 『日本考古地理学研究』大明堂 1986

### 編著
- 「高地性集落跡の研究」（編集／1979年、学生社）
- 『日本の古代遺跡 30 山口』編著 保育社 1986

### 記念論集
- 『高地性集落と倭国大乱 小野忠熈博士退官記念論集』雄山閣出版 1984